# Matt Grimes
Matthew Jacob Grimes, född 15 juli 1995 i Exeter, är en engelsk fotbollsspelare som spelar för Swansea City.

## Karriär
Den 2 januari 2015 värvades Grimes av Swansea City. I november 2018 förlängde han sitt kontrakt i klubben fram till sommaren 2022.